# Majak (Kraj Chabarowski)
Majak (ros. Маяк) – wieś w Rosji, w Kraju Chabarowskim, w rejonie nanajskim. W 2010 liczyła 1638 mieszkańców.